# Kris Pavone
Kristopher Pavone (Hubbard (Ohio), 2 mei 1980) is een Amerikaans professioneel worstelaar. Hij was actief in het World Wrestling Entertainment (WWE) onder ringnaam Caylen Croft.

## In worstelen
- Afwerking bewegingen
  - Corkscrew elbow drop
  - Pavone Drop

- Kenmerkende bewegingen
  - Diving knee drop
  - Frankensteiner
  - Lifting DDT
  - Running neckbreaker
  - Spinebuster
  - Spinning powerbomb
  - Superbomb
  - Swinging cradle suplex

- Met Trent Barreta
  - "Inverted atomic drop" (Croft) gevolgd door een "running single leg high knee" (Barreta)
  - "Simultaneous powerbomb" (Croft) / "neckbreaker" (Barreta) combinatie

## Kampioenschappen en prestaties
- Florida Championship Wrestling
  - FCW Florida Tag Team Championship (2 keer; 1x met Trent Barreta en 1x met Curt Hawkins)

- Ohio Valley Wrestling
  - OVW Heavyweight Championship (1 keer)
  - OVW Southern Tag Team Championship (4 keer; 3x met Tank Toland en 1x met Mike Mizanin)